# جی. آراویندان
جی. آراویندان (انگلیسی: G. Aravindan; ۲۱ ژانویهٔ ۱۹۳۵ – ۱۵ مارس ۱۹۹۱) کارگردان فیلم، موسیقی‌دان، کارتونیست و مستندساز اهل هند بود. وی برنده جایزه ملی فیلم بهترین کارگردانی شده‌است.